# Аустис
Аустис (итал. Austis,сард. Aùstis) — коммуна в Италии, расположена в области Сардиния, подчиняется административному центру Нуоро.
Население коммуны, на 01.01.2024 года, составляет 749 человек, плотность населения ─ 14,63 чел./км². Коммуна занимает площадь 51,20 км². Почтовый индекс — 08030. Телефонный код — 0784.
В коммуне 15 августа особо празднуется Успение Пресвятой Богородицы.

## Демография
Динамика населения:

## Администрация коммуны
- Официальный сайт: http://www.comune.austis.nu.it/